# Szőkék előnyben (Odaát)
A Szőkék előnyben (No Exit) az Odaát című televíziós sorozat második évadjának hatodik epizódja.

## Cselekmény
Dean és Sam meglátogatják Ellen kocsmáját, ám mikor betoppannak, éppen a nő és lánya veszekedése kellős közepén találják magukat.
Miután a két fél lenyugodott, Jo egy aktát ad át Deannek, melyben különleges anyagot gyűjtött össze: egy 1924-ben épült philadelphiai társasházból az elmúlt 80 évben több fiatal, szőke lány is eltűnt, ám mivel a rendőrséget nem foglalja le az ügy – valószínűleg mert az esetek közt 10-20 év is eltelt –, a fivérekre bízza a feladatot, hogy utánanézzenek a dolognak.
Miután a fiúk körülnéztek az épületben, megjelenik Jo, és közli velük: elszökött anyjától, mivel ő is segíteni szeretne a nyomozásban. Dean megengedi, hogy a lány velük tartson, így kibérelnek egy lakást, később pedig még hazudik is Ellennek, mikor az felhívja, hogy nem tudja-e lánya hollétét. Mialatt egyedül maradnak, Dean és Jo kiöntik egymásnak lelküket, és elbeszélgetnek mindkettőjüknek elhunyt apjukról.
Aznap este a házban újabb eltűnés történik, és a többi áldozathoz hasonlóan egy fiatal, szőke hajú lány. A fiatalok kiderítik, hogy a helyen, ahová ez a ház épült, egy volt börtön elítéltjeit végezték ki, majd még egy kis információ után nézve rájönnek, hogy a hírhedt tömeggyilkos, H. H. Holmes szelleme kísért a helyszínen.
A háromfős csapat arra gyanakodik, hogy a szellem a falakba épített járatokon át közlekedik, így ott kezdik meg a kutatást, ám Holmes váratlanul elragadja Jo-t.
Dean és Sam szólnak Ellennek a helyzetről, majd a lány nyomába erednek, és élve meg is találják egy föld alatti csatornában. Jo magát csaliként használva kieszel egy tervet, mellyel csapdába is ejtik a kísértetet, utána pedig körülzárják sóval, így a csatorna örök foglyává teszik.
Végül Ellen is megjelenik a helyszínen, és hazarángatja lányát. Míg a fivérek odakinn várnak, a kocsmából kiront Jo, és közli velük: megtudta anyjától, hogy apja John Winchester miatt halt meg, mert egy vadászat során az "becsavarodott", így halálra ítélte társát…

## Természetfeletti lények

### Szellem
A szellem egy olyan elhunyt ember lelke, ki különös halált halt, és lelke azóta az élők közt kísért, általában egy olyan helyen, mely fontos volt az illetőnek földi életében. Szellemekből sok van: kopogószellem, bosszúálló szellem, vagy olyan szellem, mely figyelmezteti az embereket egy közelgő veszélyre.

### H. H. Holmes szelleme
H.H. Holmes – eredeti nevén Herman Webster Mudgett – egy 1800-as évek vége felé élő első sorozatgyilkos volt, aki több tucat fiatal, szőke lányt ölt meg, gyilkosságaihoz általában kloroformot használt.
Holmesnak volt egy chicagoi "otthona" is, melyet gyilkosok kastélyának hívtak: ugyanis az építményben rengeteg embert ölt meg az ott található csapdák – savas medencék, ajtócsapdák, meszes gödrök – segítségével, ráadásul titkos járatokat is épített a falakba, melyekben követhette leendő áldozatait. A férfit végül a hatóságok elfogták, és 1896-ban a philadelphiai Moyamensing börtön melletti üres területen kivégezték. Csakhogy a helyszínre azóta egy társasház épült, melyet Holmes szelleme kiszemelt, hogy ott folytassa gyilkosságait, a fiatal, szőke lányok megölését. A szellem az épületben szintén a falba épített járatokat használta, áldozatait pedig a csatornába vitte le, ahol megkínozta, majd megölte őket. Mivel a kísértet elpusztítására nincs semmiféle információ, csupán sóval lehetett megfékezni, ezáltal csapdába ejteni.

## Időpontok és helyszínek
- 2006. ? – Philadelphia, Pennsylvania

## Zenék
- Deep Purple – Smoke on the Water
- Godsmack – Mama
- Foreigner – Cold As Ice
- Cheap Trick – Surrender

## Külső hivatkozások
- Supernatural-No Exit az Internet Movie Database oldalon (angolul)